# Lucie Grange
Lucie Grange (née Poujoulat à Saint-Étienne le 27 octobre 1838 et morte le 31 décembre 1908 à Paris est une rédactrice en chef et médium spirite. Elle publie sous pseudonymes dans plusieurs périodiques dont le plus connu est Habimélah. 

## Biographie
Sous le Second Empire, elle est républicaine et son mari Adolphe Grange est franc-maçon. Tous deux rejoignent le mouvement spirite en 1876. Elle fonde en 1882 le journal La Lumière, « organe des spiritualistes indépendants », sorte de publication spirite républicaine.
Après le décès de son époux, en avril 1886, elle se révèle être médium et fonde son propre mouvement ayant pour précepte une communion d'amour grâce à une énergie fluidique, en contraste avec la pensée misogyne dominante du XIXe siècle et en opposition avec les rôles auxquels les hommes veulent assigner les femmes en cette fin de siècle.
Elle finit par se déclarer prophète et affirme que Marie, Moïse et Saint Jean l'ont désignée « Lumière » et chargée de guider les hommes sous le nom de « Habimélah ». Elle croit en la venue d'une « nouvelle Ève » chargée de rendre à Dieu son androgénie primitive, et milite pour les droits des femmes.